# 2007 en informatique
2006 en informatique - 2007 - 2008 en informatique
Cet article présente les principaux événements de 2007 dans le domaine de l'informatique.

## Événements
- Création de la Climate Savers Computing Initiative par Google et le WWF, dont l'objectif est de réduire de 50 % la consommation électrique des ordinateurs d'ici 2010.
- Lancement par Steve Jobs de l'iPhone, le 9 janvier 2007.
- Publication en novembre de la première liste Green 500 des superordinateurs classés selon leur efficacité énergétique.
- Sortie de Windows Vista (Longhorn) : novembre 2006 pour les entreprises ; 30 janvier 2007 pour le grand public.
- Sortie de Microsoft Office 2007 : 30 janvier 2007, comme Windows Vista, pour le grand public.
- Création de Avaaz.org aux États-Unis.
- Lancement par Steve Jobs du iMac Aluminium, le 7 août 2007

## Prix
- Le prix Turing est attribué à Edmund Clarke ( États-Unis), Allen Emerson ( États-Unis) et Joseph Sifakis ( France), pour leurs travaux sur le model checking

## Standards
- Version 1.5 du cadre d'architecture DoDAF.

## Techniques
- 11 juillet : Oracle Corporation annonce la sortie de la version 11g de sa base de données éponyme.
- 9 octobre : le noyau Linux sort en version 2.6.23[1].
- Décembre 2007 : version 5.1 de Perl (langage)

## Recherche
- 1er janvier 2007 : Création du Laboratoire d'informatique de Grenoble par regroupement de 5 anciens laboratoires de l'IMAG

## Entreprises
- 15 août 2007 : Citrix Systems annonce l'acquisition de XenSource; le marché de la virtualisation est en pleine expansion.
- 23 avril 2007 : SQLI annonce l'acquisition de la société québécoise Alcyonix, spécialiste de CMMI.

## Sécurité
- 17 octobre : Vol d'armes et de matériel informatique au salon Milipol[2] : Des voleurs se sont emparés lors du salon mondial de la sécurité intérieure des États, l'un des salons les plus sécurisés de la planète, d'armes de guerre ainsi que du matériel informatique qui contiendrait des données sensibles.
- 3 septembre : Des chevaux de Troie utilisés par la police allemande contre le terrorisme[3] : Un projet soutenu par le ministre de l'Intérieur Wolfgang Schaeuble pourrait autoriser, s'il est accepté, les forces de l'ordre à espionner le surf et le contenu des disques durs de suspects terroristes, en utilisant un cheval de Troie avec enregistreur de frappe.
- 25 août : Piratage du système fédéral australien de filtrage pornographique[4] : En 30 minutes, un adolescent australien a déjoué le contrôle d'accès du système et a désactivé le filtre en quelques clics. La mise en place de ce système de filtrage aurait coûté 84 millions de dollars.
- 17 août : Acquisition du projet ClamAV[5] : La société Sourcefire, qui possède déjà Snort, acquiert le projet libre ClamAV.
- 9 août : Tests d'efficacité de dix antivirus Linux[6] : Les antivirus les plus performants sont Kaspersky en tête, puis Clam, et Norton.
- 19 juillet : La société française IdealX change de nom[7] : L'éditeur français de solutions d'IGC libres change de nom et devient OpenTrust.
- 27 mai : Le magazine underground Phrack renait à nouveau de ses cendres[8] : Le 64e numéro de ce magazine, né en 1985, est écrit par une nouvelle équipe, vingt mois après la démission de l'ancienne équipe rédactionnelle.
- 17 février : L'État français se dote d'une autorité de certification racine[9] : Démarche cohérente avec le Référentiel Général de Sécurité, cette autorité racine permet à l'administration française de devenir indépendante dans le domaine de la gestion de l'identité.